# Tao Huabi
Tao Huabi (陶華碧T, 陶华碧S, Táo HuábìP, T'ao Hua-piW; contea di Meitan, 1947) è un'imprenditrice cinese, fondatrice della Lao Gan Ma. È membro del Partito Comunista Cinese e deputata del Congresso Nazionale del popolo.

## Biografia
Tao Huabi è nata in un povero villaggio della contea di Meitan, nella provincia del Guizhou. Analfabeta per tutta la vita, all'età di 20 anni sposò un contabile della squadra geologica e diede alla luce due figli, Li Guishan (李贵山) e Li Hui (李辉), e alcuni anni dopo, a causa delle cattive condizioni di salute di suo marito, dovette provvedere alla sua famiglia recandosi a lavorare a Canton. Rimasta vedova, tornò nella sua città natale, dove iniziò a gestire una bancarella di ortofrutta al mercato. Nel 1989 aprì un ristorante chiamato "Shi Hui" (实惠饭店) sulla strada tra Guiyang e Longdongbao, in un semplice capannone. Nel novembre 1994 il ristorante fu ribattezzato in "Negozio alimentare Guiyang Nanming Taoshi" (贵阳南明陶氏风味食品店), che vendeva salsa al peperoncino. Nel luglio 1996 Tao prese in prestito due case del Comitato del Partito Comunista del villaggio di Yunguan, presso il distretto di Nanming, e impiegò 40 lavoratori dando inizio alla produzione della salsa al peperoncino Lao Gan Ma (老干妈辣椒酱).